# Aleksander Gwiazda
Aleksander Stanisław Gwiazda (ur. 1967) – doktor habilitowany inżynier nauk technicznych; ekspert w dziedzinie automatyzacji, sieci neuronowych, zarządzania produkcją, metodologii projektowania oraz budowy i eksploatacji maszyn; designer i teoretyk organizacji; kierownik Katedry Automatyzacji Procesów Technologicznych i Zintegrowanych Systemów Wytwarzania Politechniki Śląskiej; mechanik; polityk lewicowy; etnograf ziemi śląskiej.

## Życiorys
Do matury mieszkał w Sosnowcu, ukończył tamtejsze II Liceum Ogólnokształcące. Absolwent Wydziału Mechanicznego Technologicznego Politechniki Śląskiej oraz Akademii Ekonomicznej w Katowicach. Od 1991 pracownik PŚ.
Stopień doktora uzyskał w 1997 za dysertację Metoda badania podobieństwa geometrycznej postaci konstrukcyjnych elementów maszyn z wykorzystaniem sieci neuronowej przygotowaną pod kierunkiem prof. Ryszarda Knosali. 
Habilitował się w 2014.
Bez powodzenia kandydował do Sejmu w 2015 z listy Zjednoczonej Lewicy (jako członek Twojego Ruchu), w 2019 z ramienia Sojuszu Lewicy Demokratycznej (jako bezpartyjny) i w 2023 z listy Nowej Lewicy (w której wcześniej przystąpił do frakcji SLD; stanął na czele gliwickich struktur NL). Jako członek tej partii w 2024 uzyskał mandat radnego Gliwic z listy Koalicji Obywatelskiej, zasiadając w klubie KO i Nowy Ratusz.
Wieloletni działacz komitetu historycznego Stowarzyszenia Przyjaciół Ziemi Gliwickiej, autor artykułów na temat przeszłości Gliwic. Odznaczony Brązowym i Srebrnym Krzyżem Zasługi oraz Medalem Komisji Edukacji Narodowej. Jest kuzynem Andrzeja Gwiazdy.